# باول جونسون (فنان قصص مصورة)
باول جونسون (بالإنجليزية: Paul Johnson)‏ هو فنان قصص مصورة بريطاني، ولد في 13 أكتوبر 1958 في Dulwich ‏ في المملكة المتحدة.